# Edith Lucie Bongo
Édith Lucie Bongo Ondimba (10 de março de 1964 - 14 de março de 2009) foi a primeira-dama do Gabão e esposa do presidente Omar Bongo de 1989 a 2009.

## Biografia
Édith Lucie Bongo Ondimba nasceu em 10 de março de 1964. Seu pai era o Presidente da República do Congo, Denis Sassou Nguesso. Seu casamento com o presidente Bongo, em 4 de agosto de 1989, foi visto politicamente como um exemplo de cooperação entre os dois países, segundo a Reuters.
Ela era médica de formação, pediatra, tendo o HIV/AIDS como um de seus principais focos. Ajudou a criar um fórum para as primeiras-damas africanas combaterem a AIDS e fundou associações para crianças vulneráveis e pessoas com deficiência.

## Morte
Em 2009, foi hospitalizada em Rabat, Marrocos. Em 14 de março de 2009, ela faleceu no hospital, quatro dias após completar 45 anos. A declaração anunciando sua morte não especificava a causa da morte nem a natureza de sua doença. Ela não aparecia em público há cerca de três anos antes de sua morte.
Após a sua morte, foi anunciado na televisão gabonesa em 6 de maio de 2009 que Omar Bongo estava "suspendendo temporariamente as suas atividades" como presidente para "recuperar forças e descansar". O anúncio enfatizou que Bongo foi profundamente afetado pela doença e morte de sua esposa. O presidente Bongo morreu um mês depois, em 8 de junho de 2009, quase três meses após a morte de Edith, em uma clínica em Barcelona, Espanha.